# レンズ

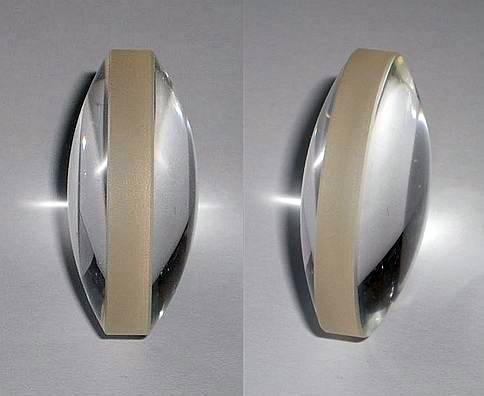
レンズ

レンズの断面形状の種類

レンズ（蘭: lens、中: 透鏡）とは、
1. 光を屈折させて発散または集束させるための光学素子。本項で詳述する。
2. 上記光学素子と同じ役割をする素子や技術、自然現象など。本項でも説明する。
3. 写真レンズのこと。複数のレンズを含む機械要素や電子回路などで構成される。

## 概要
光を屈折させて発散または集束させるための光学素子。通常は、両側面を球面と球面または球面と平面とした透明体である。「透鏡」とも呼ばれる。用途によっては、片面または両面を球面ではなくした非球面レンズも利用される。
実用上の多くのレンズは1つの軸（光軸）のまわりに回転対称な面でできていて、以下の説明では主にこの場合を扱う。回転対称でない例として乱視用めがねレンズ（トーリックレンズ）、棒状の半円柱形ルーペなどがある。入射した平行光束を収束させる働きを持つものを凸レンズ、発散させるものを凹レンズという。通常、レンズ中央部は凸レンズでは厚く、凹レンズでは薄い。
素材としてはガラスや、有機ガラスなどの透明なプラスチック類が主に使われる。特に光学機器のレンズには光学ガラスが使われ、特殊な性質が必要とされることも多く蛍石などの特殊材料がある。
顕微鏡として微細な世界とそこに潜む微細な生命を発見させたり、望遠鏡として地球外の世界を見せるなど、レンズは科学の発展（科学史）に大きく関与している。
その他、写真およびその延長である映画、今や写真の技術が不可欠である印刷、その延長である集積回路のフォトマスクなど現代の文明に欠くことのできない物である。
写真撮影用のレンズなど、1セットのモジュールとなっているもの全体をレンズと言うことも多い。眼の水晶体もレンズと呼ばれる。
懐中電灯などの照明器具の灯り（光束）を制御する目的でも多く利用される。
レンズの語源はレンズマメ（ヒラマメ、ラテン語: lens）である。当初作成されたレンズは凸レンズであり、その形状がレンズマメに似ていたことからこの名前が付いた。
日本では、眼鏡、拡大鏡、顕微鏡、望遠鏡のように、元来は反射鏡の意だった「鏡」がレンズにも流用された。宝石の意味もある「玉」（鏡筒の前後端のレンズを前玉・後玉等）や、稀に「鏡玉」といった言い回しも使われるが、一般的ではない。
文脈によるが「鏡玉」は、宝物としての鏡と玉という意味のことも多い。

## 凸レンズ

### 基本的性質

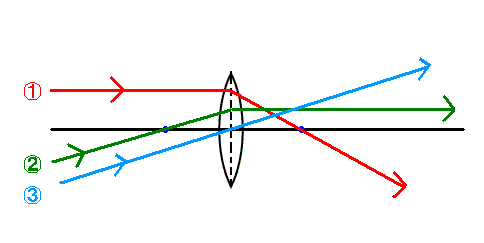
図1-1

図1-2 物体が焦点距離より遠いときは実像ができる

図1-3 物体が焦点距離より近いときは虚像ができる

光は、ガラスなど透明な物質に入るときに屈折し、出るときにも屈折する。回転対称なガラスで軸から離れるほど内側に屈折するように傾けた形状（ふちより中央が厚い形状）にすれば、光が集まるようにすることができる。これを凸レンズ（とつレンズ、英: convex lens）という。
一枚のレンズについては、その回転対称軸を光軸と呼ぶ。以下ではレンズに入射する光束が光軸付近の十分細い領域を通る（近軸近似が成り立つ）とする。光軸に平行な光線は凸レンズを通過したのち一点に集まる。この点を焦点と呼ぶ。レンズに入る前の光線とレンズから出て焦点を通る光線とが交わる点から光軸上に下ろした垂線の足を主点と呼ぶ。主点から焦点までの距離を焦点距離と呼ぶ。また平行光をレンズの前後どちら側から入れるかに対応して二つの焦点が存在することになり、主点も二つ存在する。ただし、焦点距離は前後どちらも等しい。レンズの厚みが無視できる程度に薄いと仮定（薄レンズ近似）した場合、二つの主点は一致する。
凸レンズには主に下記のような性質がある（図1-1）。
1. 光軸に平行な光線は凸レンズを通ったのち焦点を通る
2. 焦点から出た光線は凸レンズを通ったのち光軸に平行な光線となる
3. レンズの節点を通る光は角度を変えずに進む

### 実像と虚像
物側焦点より遠い物体上の点（物点）から出た光（図1-2）について考えると、
1. 物から軸に平行にレンズに向かう光は、屈折されたあと像側焦点を通る光になる
2. 物側焦点を通ってレンズへ向かう光は、屈折されたあと軸に平行な光になる

結果として物点から出てレンズへ向かう光はレンズの反対側の一点（像点）を通る。軸からの物点の高さと像点の高さとの比は一定となる。像面にスクリーンを置けば物体が逆さまに拡大・縮小された像が投影されることになる。このように物点からの光が像点で交わってできる像を実像と呼ぶ。
物側焦点より近い物体上の点から出た光（図1-3）について考えると、
1. 物体から軸に平行にレンズに向かう光は、屈折されたあと像側焦点を通る光になる
2. 節点を通る光は、レンズを通る前後で角度が変わらない（薄レンズ近似では主点と節点が一致するため、ただ直進する）

結果として、実際には物点から出てレンズへ向かった光をレンズの反対側から見ると、あたかも物点より遠くの一点から出たかのように進む。このように物点からの光が像点で交わらずにできる像を虚像と呼ぶ。虚像は、ルーペのようにレンズを覗き込むことで観察できる。虚像の場合にも軸からの物点の高さと像点の高さとの比は一定となる。実像の場合と違い、光が実際に1点に集まるわけではないので、スクリーンを置いても像を投影することはできない。レンズを覗いて虚像を観察できるのは、目が網膜上に実像を結像させるからである。

### レンズの公式
焦点距離 f のレンズ（f は凸レンズでは正、凹レンズでは負とする）について、
主点を原点とした光軸方向の座標を s1 (通常は負)、像の光軸方向の座標を s2 とすると
1/s2 = 1/f + 1/s1
という関係（レンズの公式）が成り立つ。より広く知られた形の式
1/a + 1/b = 1/f
は、s1, s2 の絶対値をそれぞれa, b とおいた（距離として表した）ものである。
物体が物側焦点より外側にある（つまり |s1| > f）ならば倒立実像がレンズに関し物体と反対側 (''s2 > 0) にでき、物側焦点より内側にある（|s1| < f）ならば正立虚像が物体と同じ側 (s2 < 0) にできる。像と物の大きさの比（横倍率） m は
m = s2/s1
で表される（m は実像では負、虚像で正である）。
上記レンズの公式の別の表現として、前側焦点と物との座標差を z 、後側焦点と像との座標差を z' とおくと以下のニュートン形式の式が成り立つ。
-zz'  = f 2

m = -z' /f = f/z

### ルーペ

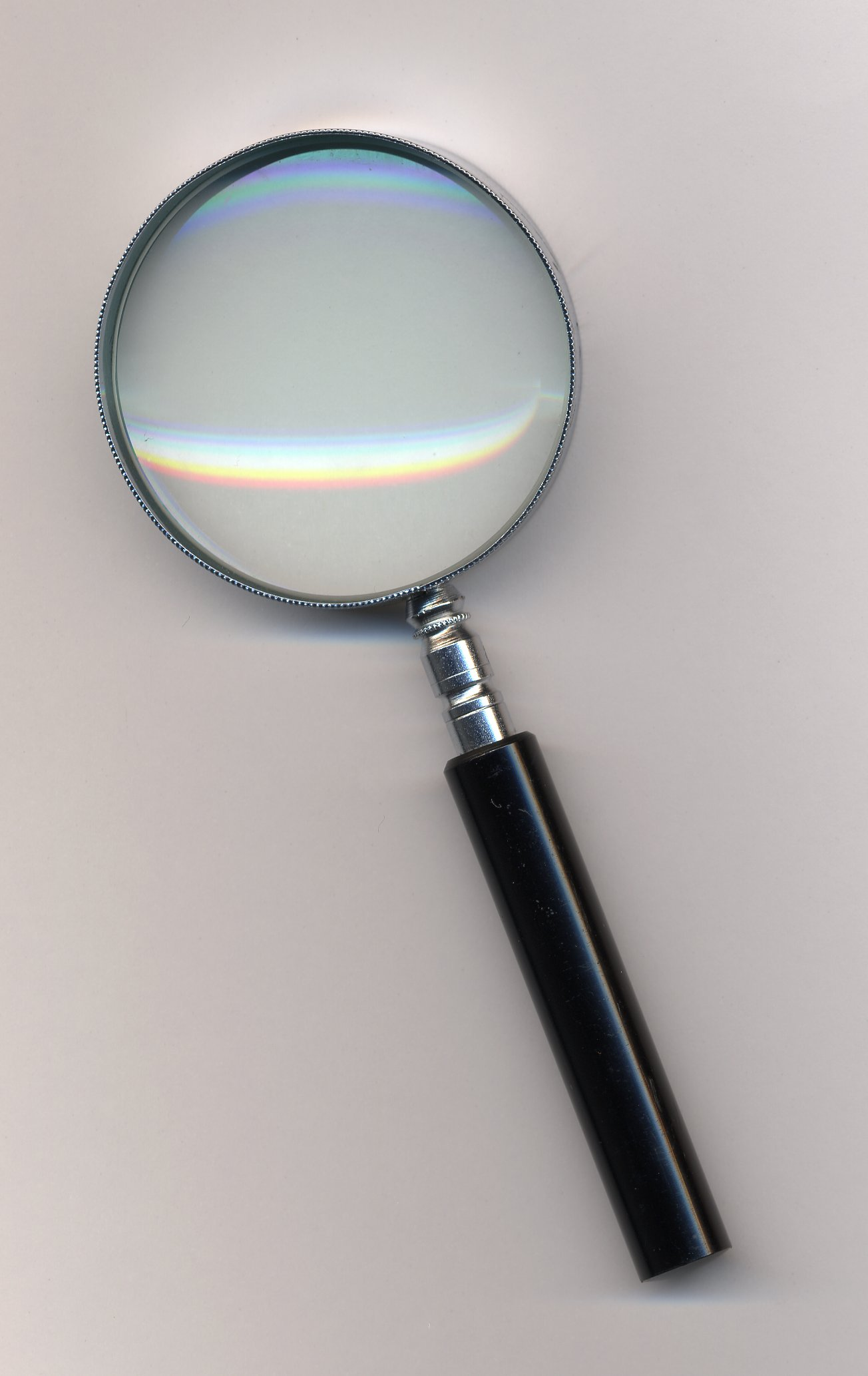
虫眼鏡（凸レンズの代表的利用例）

ルーペの光路図

ルーペ（虫眼鏡、独: Lupe）は、凸レンズでできる拡大された虚像を目視観察する道具である。ルーペの倍率は、ルーペ無しで距離 L のところから物体を見たときと、ルーペを通して見たときの虚像の見かけの大きさ（視角）の比であらわす。すなわち、ルーペ無し・有りのときの見込み角度をそれぞれ α、β とすると、倍率 M は {\displaystyle M=\tan \beta /\tan \alpha } と定義される。ただし、近軸近似の成り立つ範囲では M ≈ β/αとなる。距離 L としては、明視距離（慣習的に 250 mm とされる）が用いられる。
倍率は物体とレンズと目の位置関係により変化する。レンズの焦点距離 f、前側焦点から物体までの距離を x、後側焦点から目までの距離を z とすると、倍率 M は
{\displaystyle M={L \over f}\cdot {1 \over {1+(xz/f^{2})}}}
となる。
手持ち式のルーペの場合、主に以下のような使い方がある。
- 物体をレンズの前側焦点に置く（x = 0）。このときレンズを通した光は平行光になるので、目の位置に関わらず虚像は無限遠にあり倍率は一定で、M = L/f となる。
- 目をできるかぎりレンズに近づけ（z = -f）、かつ虚像の見かけの位置が目から L = 250 mm となるように物体を置く。このとき M = (L/f) + 1 となる。さらに物体をレンズに近づければ倍率は上がるが、実際は目の焦点があわせられる範囲で制約される。
- 目を後側焦点に置く（z = 0）。このとき倍率は一定で M = L/f となり物体の位置によらない。

商品としてのルーペには M0 = 250/f を倍率として表示している場合と、
M = (250/f) + 1 = M0 + 1 を表示している場合、あるいはそのいずれでもない場合（目と物体の間の距離を 250 mm としてレンズをその中間に置いたときの倍率、など）がある。
読書用ルーペなどで片面が平らな平凸レンズをもちいたものでは、倍率は表裏どちらでも同じだが、凸側を物体に向けたほうが非点収差などが小さく、見やすくなる。倍率が大きいルーペ（M0 > 1）で両眼で観察できるほど視野を広くするには非球面レンズが必要となる。
頭に装着して用いるルーペはヘッドルーペと呼ばれ、両手を用いた細かい作業などに用いられる。

## 凹レンズ

### 基本的性質

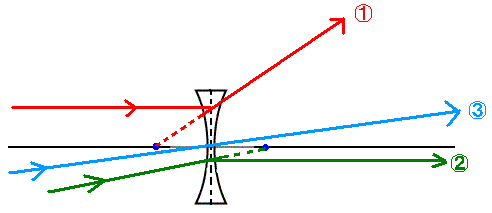
図2‐1

凹レンズによる虚像

凸レンズと逆に光を発散させるレンズは凹レンズ（おうレンズ、英: concave lens）と言う。レンズの両面の形により、両凹、平凹、凸凹 （メニスカス凹）の各種がある。
凹レンズを通る光（図2-1）には主に以下のような性質がある。
1. 軸に平行な光線は凹レンズを通った後、入射側にある軸上の一点（焦点）から出たかのように広がって進む（発散）
2. レンズの後方の焦点に向かう光線は凹レンズを通過した後は軸に平行に進む
3. 節点を通る光線は凸レンズ同様に角度を変えずに進む

凹レンズでできる像は常に正立虚像で、物体と同じ側にある。焦点距離を負の数値であらわす（f < 0）と、凸レンズの場合と同じレンズの公式が成り立つ。

## 凹凸レンズ
凹凸レンズ(英:meniscus lens)は、英語名のまま、メニスカスレンズとも呼ばれる。レンズの片面が凸、もう片面が凹になったレンズで、二つの面の相対的な曲率の違いに応じて中央が周囲より厚い場合は凸レンズとして、逆の場合は凹レンズとして働く。眼鏡の場合は単体で、また光学機器で他のレンズと組み合わせて使用される。

## レンズの種類

### 屈折率により光路を制御するレンズ
- 回折レンズ - 回折を利用したもので、一部の写真レンズの部品として用いられている。
- セルフォックレンズ - 屈折率分布型の端面が平坦なレンズ。アライメントがし易いためWDM光通信のコンポーネントなどに使われる。アレイ状に並べたセルフォックレンズアレイ（SLA）はプリンタやコピー機の光学系などに使われる。
- 非球面レンズ - 収差を抑える（場合によってはゼロにする[14]）ため、面を真球ではなくしたレンズ。写真レンズや光学式メディアのピックアップ用レンズや眼鏡用として生産されている。

### 光学レンズと同様な働きをする技術、現象
- 重力レンズ - 天体などの重力による時空の歪みによって、光が曲げられる現象である。これにより、遠方の銀河などの像が歪んだり、2つに分裂したりする。
- 電子顕微鏡では光の代わりに電子線を用いて試料の拡大像や回折図形を得るが、この電子線を曲げるレンズ(電子レンズ)として電磁石を用いた磁界レンズや静電場を使った静電レンズが用いられる。
- 放射光などによるX線回折では、回折によってX線を集光するX線レンズが用いられている。X線レンズの材料として金属多層膜などが挙げられる。

### 光以外の物をレンズのように制御する技術
- 爆縮レンズ - 原子爆弾に用いられる技術
- 爆薬レンズ
- 風レンズ - 小型の風力発電用風車に用いられる技術
- 音響レンズ - 音波の収束に使用される。ソナーやイルカ等の海洋哺乳類にみられる。
- 誘電体装荷アンテナ - アンテナの開口部に設置された誘電体により、見かけの開口率を高める。